# Фреденсборг (станция)
Фреденсборг (дат. Fredensborg) — посёлок при станции в регионе Ховедстаден в Дании, расположенный в 30 км от Копенгагена. Поселок получил своё имя в честь замка Фреденсборг, одной из летних резиденций датской королевской семьи, расположенной в поселке.

## История
Древнейшим поселением на месте поселка была деревня Асминдерёд, основанная в XII веке. Королевская резиденция была построена здесь в 1722 году в честь окончания Северной войны. В 1868 году была построена железная дорога, на которой открылась станция Фреденсборг, которая дала толчок к развитию поселка.

## Транспорт
Станция расположена на Малой северной линии, между городами Хиллерёд и Хельсингёр. Поезда до этих городов отправляются дважды в час в будни и ежечасно в выходные и праздничные дни.
Автомобильные дороги связывают поселок с Хельсингёром и Роскилле (Национальный маршрут #6), а Фреденсборгская королевская дорога соединяет поселок с Хёрсхольмом и далее с Копенгагеном.

## Известные жильцы
Загородный дом в Фреденсборге имел балетмейстер Август Бурнонвиль (1805—1879), здесь он провёл последние годы своей жизни.

## Города-побратимы
Фреденсборг имеет шесть городов-побратимов.
- Пайде (Эстония)
- Инкоо (Финляндия)
- Ниттедал (Норвегия)
- Sudbury (Великобритания)
- Håbo (Швеция)
- Berleburg (Германия)